# الجمیل، قطر
الجمیل  یک منطقهٔ مسکونی در قطر است که در الشمال (شهرداری) واقع شده‌است.
 الجمیل ۶٫۰ کیلومتر مربع مساحت دارد.